# Rouvray-Saint-Denis
Rouvray-Saint-Denis – miejscowość i gmina we Francji, w Regionie Centralnym, w departamencie Eure-et-Loir.
Według danych na rok 1990 gminę zamieszkiwało 326 osób, a gęstość zaludnienia wynosiła 17 osób/km² (wśród 1842 gmin Regionu Centralnego Rouvray-Saint-Denis plasuje się na 819. miejscu pod względem liczby ludności, natomiast pod względem powierzchni na miejscu 687.).